# Fred van Lente
Compléments
Marvel Zombies
Cowboys & Aliens
Action Philosophers
The Incredible Hercules
Fred Van Lente (né le 14 février 1972 à Tacoma) est un auteur de comics américain. C'est le coscénariste de Marvel Zombies & Cowboys & Aliens.

## Biographie
Fred van Lente suit des études à l'université de Syracuse. En 2004, il reçoit un prix de la fondation Xeric. En 2006 il écrit un roman graphique intitulé Cowboys & Aliens qui est adapté en film par Jon Favreau. Il écrit des scénarios pour le comic book Tales from the Crypt publié par Papercutz d'après le comics du même nom publié par EC Comics dans les années 1950. Mais il a surtout travaillé pour Marvel Comics sur des séries comme Hercule, Marvel Zombies. Il crée le nouveau Power Man (Victor Alvarez) qu'il met en scène dans Power Man and Iron Fist, etc. En 2014 il écrit avec son épouse Skillman la pièce de théâtre King Kirby inspirée de la vie de Jack Kirby.

## Publications

### Divers comics
- The Silencers, 2003 de Fred Van Lente & Steve Ellis (Moonstone Books)
- Action Philosophers!, 2004 de Fred Van Lente & Ryan Dunlavey (Evil Twin Comics) (le chapitre Tao Te Ching a été republié dans l'anthologie Le Canon graphique.)
- Cowboys & Aliens, 2006 de Fred Van Lente & Andrew Foley, dessins Dennis Calero & Luciano Lima (Platinum Studios)
- The Weapon, 2007 de Fred Van Lente, Scott Koblish (Platinum Studios)
- Watchdogs, 2007 de Fred Van Lente & Brian Churilla, (Platinum Studios)

### Marvel
- Amazing Spider-Man
- Amazing Fantasy
- Age of Heroes
- Dark Reign (comics): Mister Negative
- Deadpool Team-Up, Deadpool
- Heroes for Hire
- Heroic Age: Prince of Power
- Marvel Zombies 3 & 4
  - Marvel Zombies Return (Marvel Comics): "Spider-Man" 2009 avec Nick Dragotta
  - Marvel Zombies Return (Marvel Comics): " Avengers" 2009 avec Wellington Alves
- Scorpion: Poison Tomorrow  (Amazing Fantasy (vol. 2)) 2005 avec Leonard Kirk
- Marvel Adventures Spider-Man, 2007-2008
- Marvel Adventures Fantastic Four Vol. 6
- Marvel Adventures Iron Man Volume 1
- Savage She-Hulk
- Super-Villain Team-Up MODOK's 11
- The Incredible Hercules (2008-2010) avec Greg Pak, Khoi Pham & Rafa Sandoval
- Incredible Hulk
- Iron Man: Legacy Vol 1 1-8
- Hercules: Fall of an Avenger #1–2  avec Greg Pak & Ariel Olivetti
- Web of Spider-Man Vol 2
- X-Men Noir, 1-4 2009 de Fred Van Lente & Dennis Calero
- X-Men Noir: The Mark of Cain, 1-4 2009-2010 de Fred Van Lente & Dennis Calero

## Créations
- Scorpion (Carmilla Black)
- Marvel Zombies
- Captain Mexica ...
- différents terre parallèles comme : Earth-1519, Earth-200781 - Earth-200784, Earth-483 (The Frontier) ...
- Sebastian Shaw, Unus the Untouchable
- The Incredible Hercules cocréation avec Greg Pak